# Anton Dorph
Anton Laurids Johannes Dorph, beter bekend als Anton Dorph (15 februari 1831, Horsens - † 12 januari 1914, Kopenhagen), was een Deense schilder die vooral bekend werd door zijn religieuze schilderijen en zijn werken van vissers.

## Leven
Dorph studeerde aan de Deense Kunstacademie onder Christoffer Wilhelm Eckersberg, later kreeg hij ook les van Wilhelm Marstrand (1849-50). Na het winnen van een onderscheiding van de Academie begon Dorph met het tentoonstellen van portretten en genrestukken. Met zijn portret van de acteur C.N. Rosenkilde (1856), die een plaats kreeg in de foyer van het Koninklijk Deens Theater, nam zijn bekendheid verder toe.  
In 1857 begon Dorph met een reeks schilderijen van vissers uit Seeland. Vervolgens begon hij grote schilderijen te maken voor altaarstukken. Dankzij een stipendium van de Academie kon hij naar Italië reizen (1859-1861), waar hij verschillende genrestukken schiep.
Ook al bereikte Dorph niet dezelfde hoogten als de beroemdere Carl Heinrich Bloch, toch werd hij populair als schilder. Van zijn schilderijen van vissers hing er veel reproducties in de huizen van de Denen. Ook zijn altaarstukken in de tweede helft van de 19e eeuw werden hoog gewaardeerd.

## Afbeeldingen van enkele werken

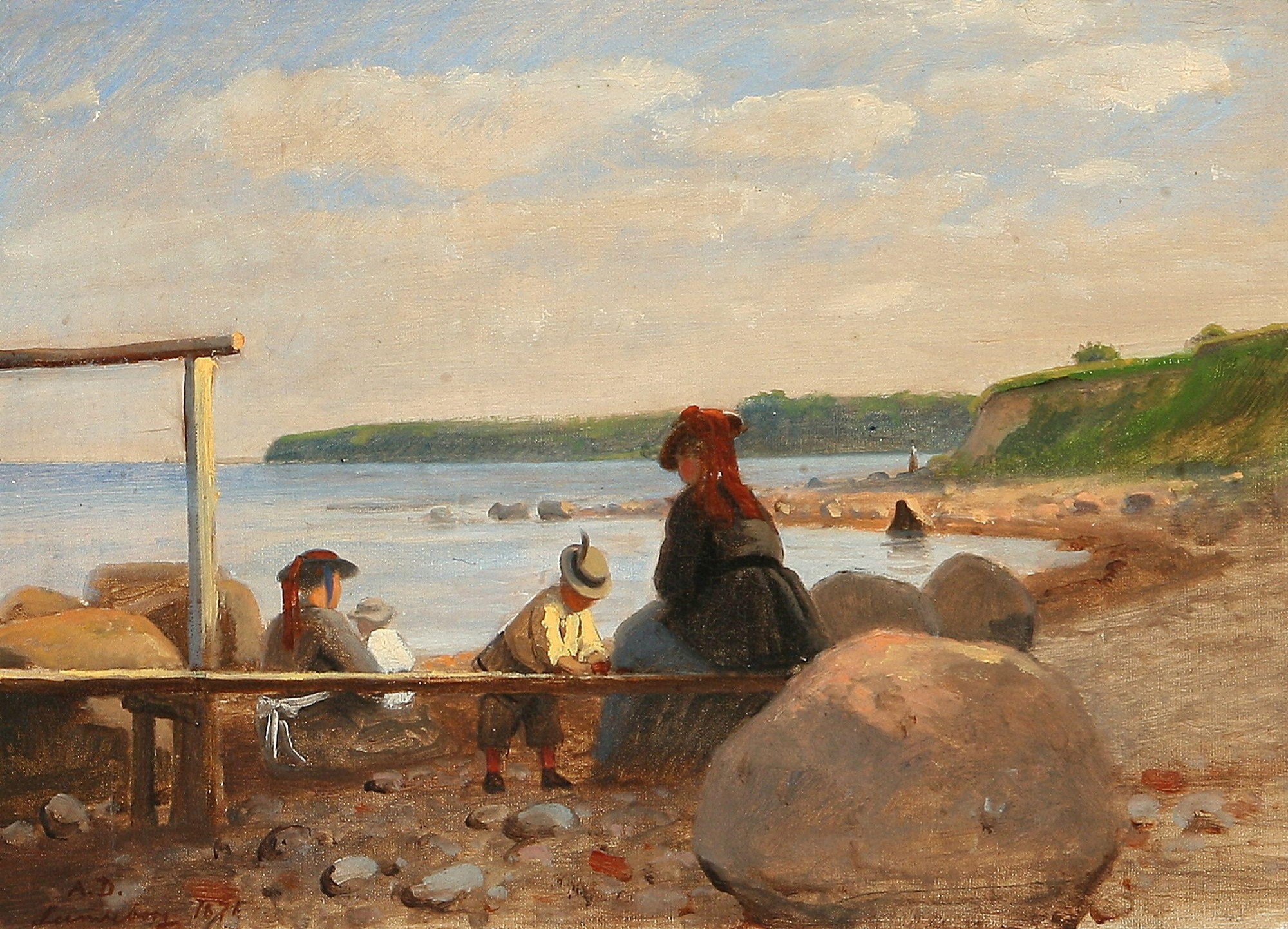
Kinderen en hun moeders op het strand van Lundeborg (1871)
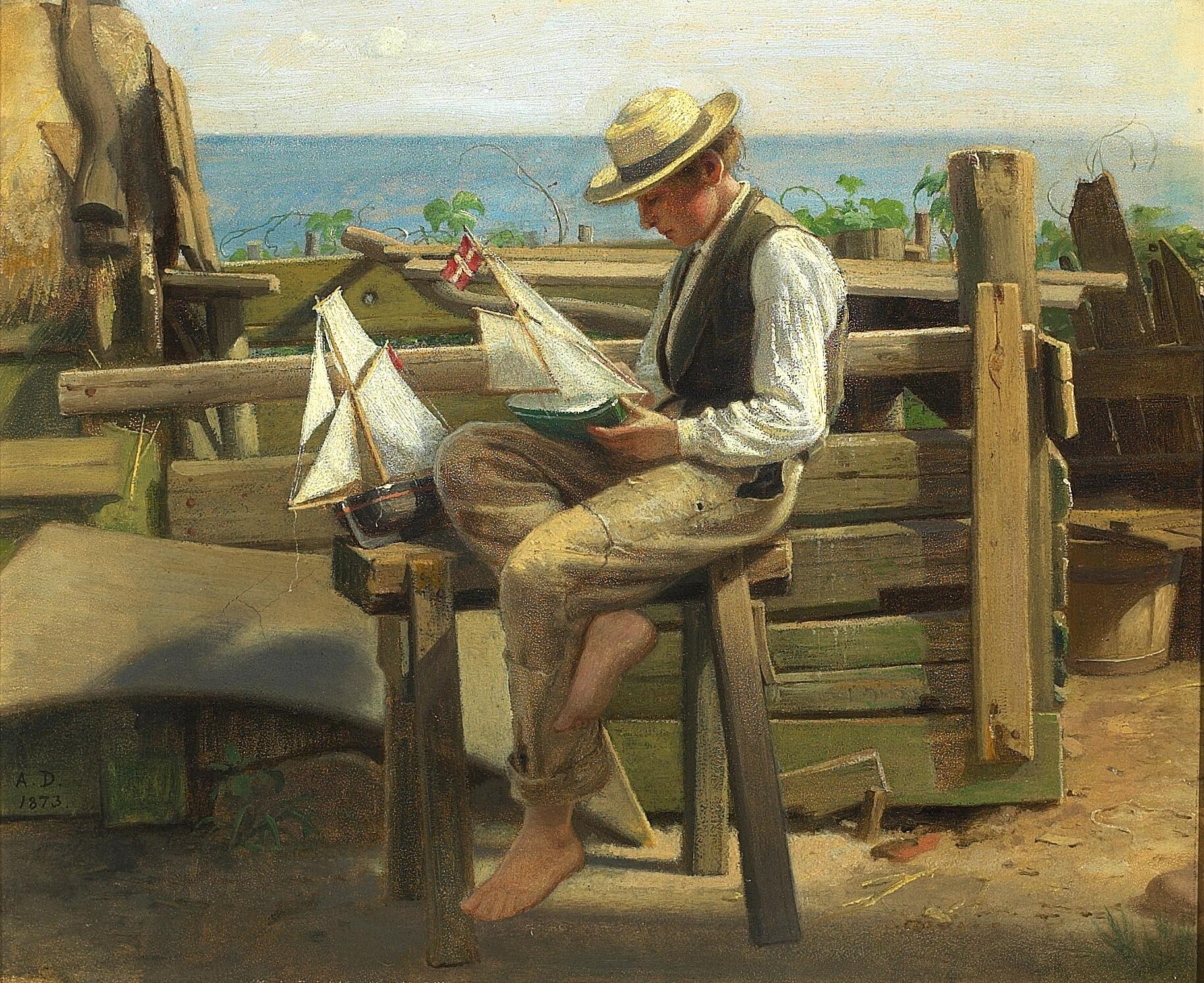
Jongen met scheepsmodel (1873)
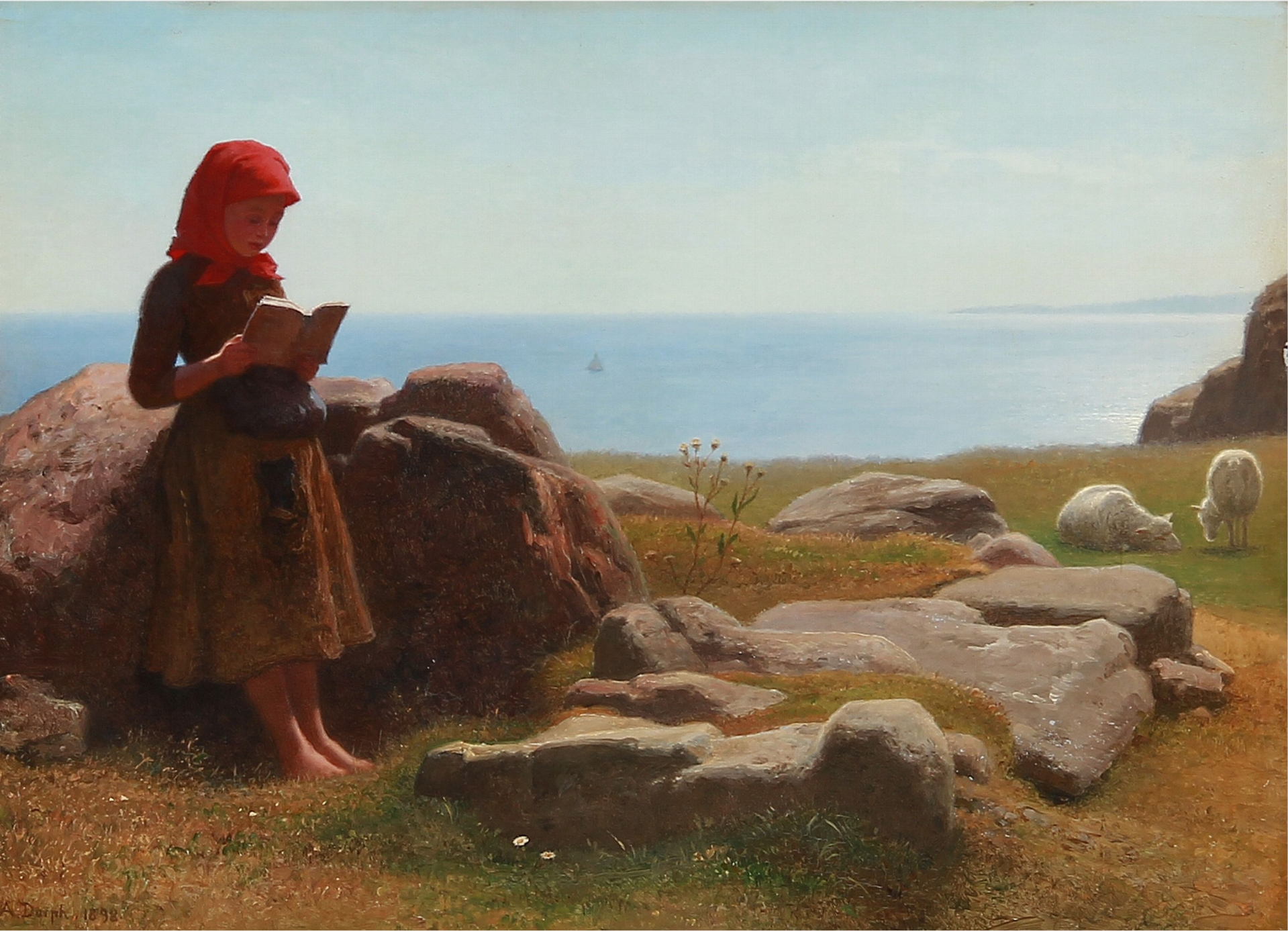
Lezend meisje terwijl de schapen grazen (1898)
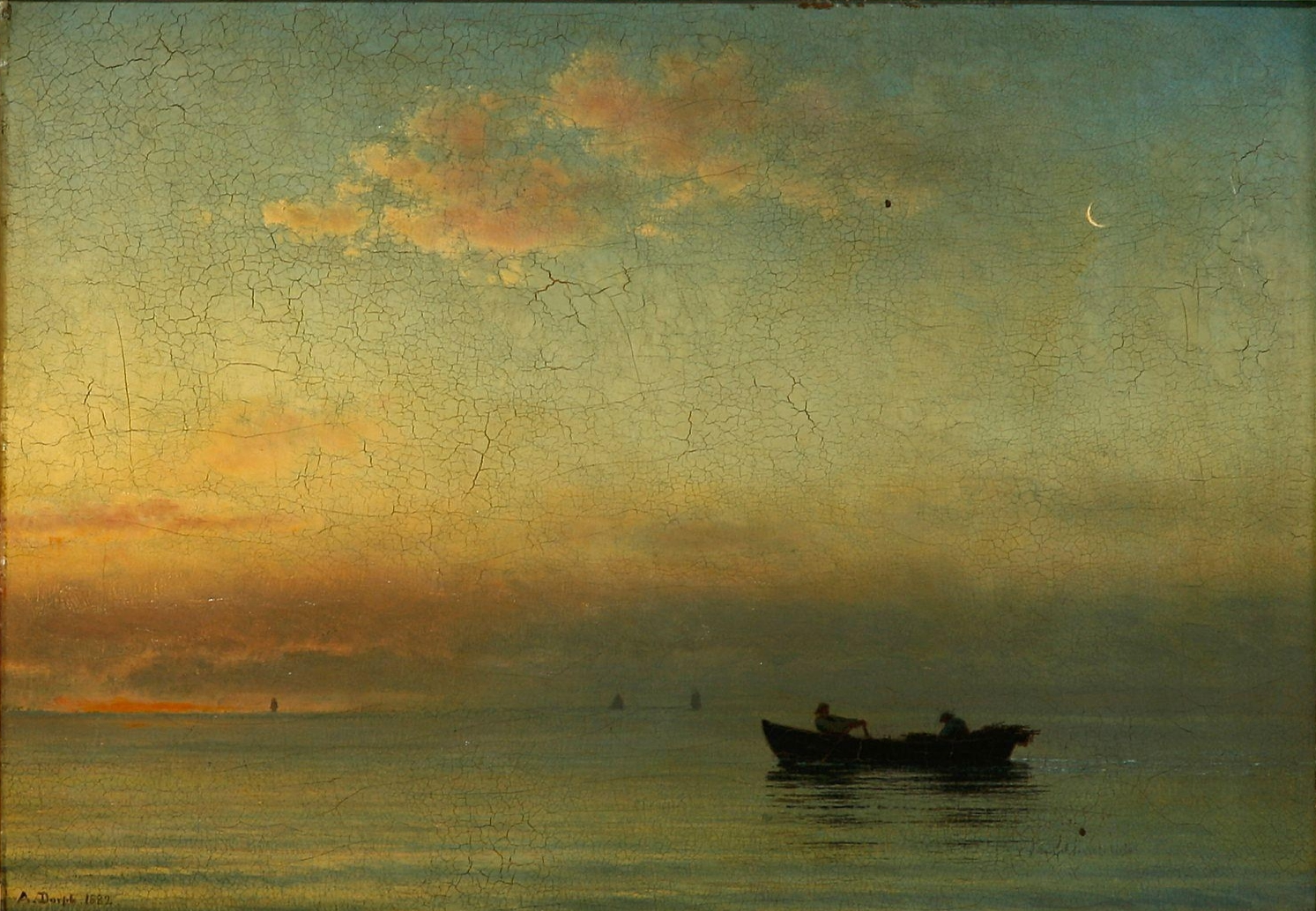
Vissers in een roeiboot (1882)

- RKD-Nederlands Instituut voor Kunstgeschiedenis: 23951
- Union List of Artist Names: 500098264
- Virtual International Authority File: 96406788